# Costa Lassiter

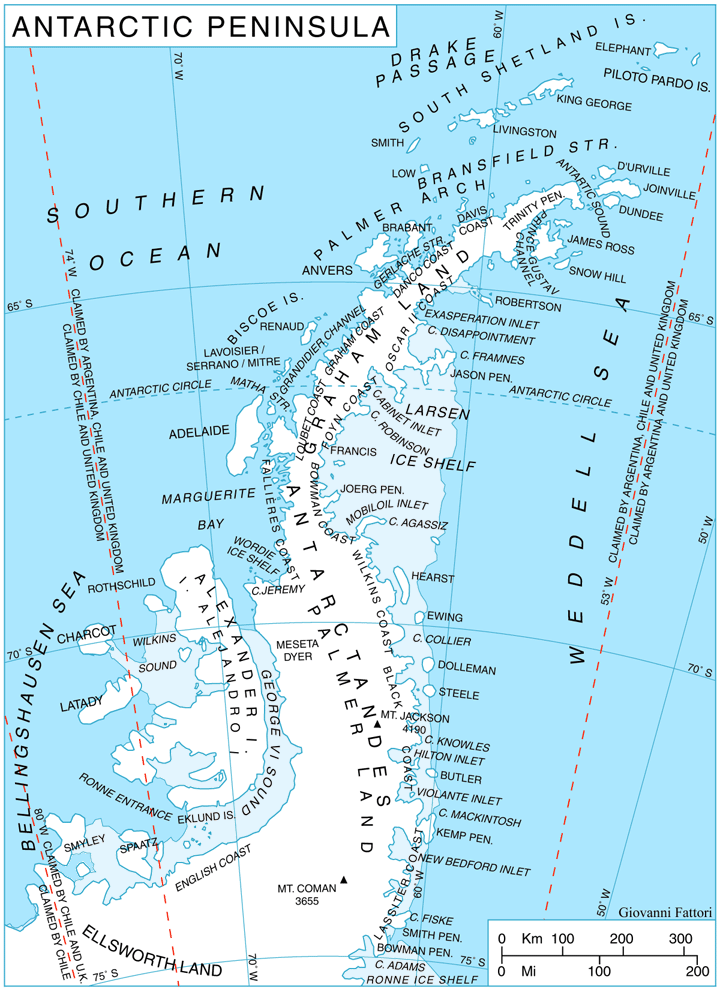
Localización de la costa Lassiter.

La costa Lassiter (del inglés: 'Lassiter Coast') es la porción de la costa sudeste de la península Antártica sobre el mar de Weddell en la Tierra de Palmer, entre el cabo Mackintosh (72°53′S 60°03′O / -72.883, -60.050), límite con la costa Black, y el cabo Adams (75°04′S 62°20′O / -75.067, -62.333) en el extremo sur de la península Bowman, límite con la costa Orville. Los Antartandes separan a la costa Lassiter de la costa English ubicada del lado occidental de la península Antártica.
La parte norte de la costa Lassiter fue descubierta por miembros del Servicio Antártico de los Estados Unidos, quienes la fotografiaron desde el aire el 30 de diciembre de 1940. La Expedición de Investigación Antártica Ronne, dirigida por el capitán de fragata Finne Ronne, fotografió desde el aire la costa en 1947. Ronne y el Falkland Islands Dependencies Survey la cartografiaron en conjunto. El nombre de costa Lassiter fue dado en honor del piloto de las Fuerzas Aéreas del Ejército de los Estados Unidos, capitán James W. Lassiter, que estuvo a cargo del programa aéreo de exploración.
En la costa Lassiter se hallan las ensenadas Nueva Bedford (o New Bedford), Howkins y Keller.

## Reclamaciones territoriales
La Argentina incluye a la costa Lassiter en el Departamento Antártida Argentina dentro de la Provincia de Tierra del Fuego, Antártida e Islas del Atlántico Sur; para Chile forma parte de la Comuna Antártica de la Provincia Antártica Chilena dentro de la Región de Magallanes y de la Antártica Chilena; y para el Reino Unido integra el Territorio Antártico Británico. Las tres reclamaciones están restringidas por los términos del Tratado Antártico.
Nomenclatura de los países reclamantes:
- Argentina: costa Lassiter
- Chile: Costa Lassiter
- Reino Unido: Lassiter Coast